# Косьцежина (гмина)
Косьцежина (пол. Kościerzyna) — сельская гмина (волость) в Польше, входит как административная единица в Косьцежский повет, Поморское воеводство. Население — 12 957 человек (на 2004 год).

## Демография
| Перепись                       | Всего   | Всего | Женщины | Женщины | Мужчины | Мужчины |
| ------------------------------ | ------- | ----- | ------- | ------- | ------- | ------- |
| Единицы                        | человек | %     | человек | %       | человек | %       |
| Население                      | 12 957  | 100   | 6399    | 49,4    | 6558    | 50,6    |
| Плотность населения (чел./км²) | 41,8    | 41,8  | 20,6    | 20,6    | 21,1    | 21,1    |

## Соседние гмины
1. Гмина Дземяны
2. Гмина Карсин
3. Косьцежина
4. Гмина Линево
5. Гмина Липуш
6. Гмина Нова-Карчма
7. Гмина Сомонино
8. Гмина Стара-Кишева
9. Гмина Стенжица
10. Гмина Суленчино